# Liste des champions du monde poids mouches de boxe anglaise
Liste des champions du monde de boxe poids super-plumes reconnus par les organisations suivantes :
- La WBA[2] (World Boxing Association), fondée en 1921 et succédant à la NBA (National Boxing Association) en 1962,
- La WBC[3] (World Boxing Council), fondée en 1963,
- L'IBF[4] (International Boxing Federation), fondée en 1983,
- La WBO[5] (World Boxing Organization), fondée en 1988.

Avant 1921, les champions du monde étaient reconnus en tant que tel par le public sans qu’il n’y ait d’organisme particulier pour gérer l’attribution de ce titre.
Mise à jour : 17 août 2025
| Gain du titre | Perte du titre    | Champion                     | Champion               | Reconnaissance      | Défenses |
| --- | ----------------- | ---------------------------- | ---------------------- | ------------------- | -------- |
| 18 décembre 1916 | 18 juin 1923      | Jimmy Wilde                  | Royaume-Uni            | Unanime             | 2        |
| Wilde est reconnu comme étant le 1er boxeur champion du monde des poids mouches après sa victoire face à l'américain Young Zulu Kid par KO à la 11e reprise. |                   |                              |                        |                     |          |
| 18 juin 1923 | 14 juillet 1925   | Pancho Villa                 | Philippines            | Unanime             | 3        |
| Pancho Villa décède le 14 juillet 1925, 10 jours après une défaite contre Jimmy McLarnin. Le titre qui n'était pas en jeu est alors déclaré vacant. Il sera remporté le 22 août 1925 devant 25 000 spectateurs par Fidel LaBarba aux dépens du champion des États-Unis Frankie Genaro. |                   |                              |                        |                     |          |
| 22 août 1925 | 23 août 1927      | Fidel LaBarba                | États-Unis             | Unanime             | 3        |
| LaBarba laisse son titre vacant après sa victoire face à Johnny Vacca. |                   |                              |                        |                     |          |
| 22 octobre 1927 | 4 décembre 1927   | Pinky Silverberg             | États-Unis             | NBA                 | 0        |
| La NBA décide de remettre le titre en jeu en organisant un tournoi que remportera le boxeur canadien Frenchy Belanger. |                   |                              |                        |                     |          |
| 16 décembre 1927 | 1929              | Corporal Izzy Schwartz       | États-Unis             | NYSAC               | 5        |
| Schwartz conserve 5 fois son titre avant de le laisser vacant en novembre 1929 après une défaite sans titre en jeu contre Eugène Huat. |                   |                              |                        |                     |          |
| 19 décembre 1927 | 6 février 1928    | Frenchy Belanger             | Canada                 | NBA                 | 0        |
| 6 février 1928 | 2 mars 1929       | Frankie Genaro               | États-Unis             | NBA                 | 3        |
| 2 mars 1929 | 18 avril 1929     | Émile Pladner                | France                 | NBA                 | 0        |
| 18 avril 1929 | 26 octobre 1931   | Frankie Genaro               | États-Unis             | NBA                 | 8        |
| 21 mars 1930 | 16 septembre 1935 | Midget Wolgast               | États-Unis             | NYSAC               | 3        |
| 26 octobre 1931 | 31 octobre 1932   | Young Perez                  | Tunisie                | NBA                 | 0        |
| 31 octobre 1932 | 9 septembre 1935  | Jackie Brown                 | Royaume-Uni            | NBA                 | 4        |
| 9 septembre 1935 | 19 janvier 1937   | Benny Lynch                  | Royaume-Uni            | NBA                 | 2        |
| 16 septembre 1935 | 19 janvier 1937   | Small Montana                | Philippines            | NYSAC               | 1        |
| 19 janvier 1937 | 29 juin 1938      | Benny Lynch                  | Royaume-Uni            | Unanime             | 1        |
| Lynch ne parvenant plus à faire le poids pour défendre sa ceinture, le titre est remis en jeu entre Peter Kane et Jackie Jurich le 22 septembre 1938. |                   |                              |                        |                     |          |
| 22 septembre 1938 | Mai 1939          | Peter Kane                   | Royaume-Uni            | Unanime             | 0        |
| Kane laisse son titre vacant pour combattre en poids coqs. |                   |                              |                        |                     |          |
| 14 décembre 1939 | 1942              | Little Dado                  | Philippines            | NBA                 | 1        |
| La NBA proclame Little Dado champion en 1939. Après une défense victorieuse le 21 février 1941 aux dépens de Jackie Jurich, Dado ne parvient plus à respecter la limite de poids autorisée et doit abandonner son titre en 1942.                                                       |                   |                              |                        |                     |          |
| 19 juin 1943 | 1946              | Jackie Paterson              | Royaume-Uni            | Unanime             | 1        |
| Peterson bat son compatriote Peter Kane pour le titre unifié des poids mouches le 19 juin 1943 par KO au 1er round puis Joe Curran le 10 juillet 1946. Il doit renoncer à son titre quelques mois plus tard pour avoir dépassé le poids autorisé avant son combat face à Dado Marino.  |                   |                              |                        |                     |          |
| 20 octobre 1947 | 23 mars 1948      | Rinty Monaghan               | Royaume-Uni            | NBA                 | 1        |
| 23 mars 1948 | 30 mars 1950      | Rinty Monaghan               | Royaume-Uni            | Unanime             | 2        |
| Monaghan remporte le titre NBA le 20 octobre 1947 en battant Dado Marino et devient champion unifié le 23 mars 1948 après sa victoire face à Jackie Peterson. Il mettra un terme à sa carrière le 30 mars 1950 en raison de bronchites chroniques.                                     |                   |                              |                        |                     |          |
| 25 avril 1950 | 1er août 1950     | Terry Allen                  | Royaume-Uni            | Unanime             | 0        |
| 1er août 1950 | 19 mai 1952       | Dado Marino                  | États-Unis             | Unanime             | 1        |
| 19 mai 1952 | 26 novembre 1954  | Yoshio Shirai                | Japon                  | Unanime             | 4        |
| 26 novembre 1954 | 16 avril 1960     | Pascual Perez                | Argentine              | Unanime             | 9        |
| 16 avril 1960 | 10 octobre 1962   | Pone Kingpetch               | Thaïlande              | Unanime             | 2        |
| 10 octobre 1962 | 12 janvier 1963   | Fighting Harada              | Japon                  | Unanime (WBA)       | 0        |
| 12 janvier 1963 | 18 septembre 1963 | Pone Kingpetch               | Thaïlande              | Unanime (WBA)       | 0        |
| 18 septembre 1963 | 23 janvier 1964   | Hiroyuki Ebihara             | Japon                  | Unanime (WBA & WBC) | 0        |
| 23 janvier 1964 | 23 avril 1965     | Pone Kingpetch               | Thaïlande              | Unanime (WBA & WBC) | 0        |
| 23 avril 1965 | Novembre 1965     | Salvatore Burruni            | Italie                 | Unanime (WBA & WBC) | 0        |
| Burruni est destitué en novembre 1965 pour ne pas avoir affronté son challenger officiel Hiroyuki Ebihara. |                   |                              |                        |                     |          |
| 1er mars 1966 | 12 août 1968      | Horacio Accavallo            | Argentine              | WBA & WBC           | 3        |
| Accavallo annonce sa retraite et laisse son titre vacant après sa victoire face à l'ancien champion du monde japonais Hiroyuki Ebihara le 12 août 1968. |                   |                              |                        |                     |          |
| 30 décembre 1966 | 23 février 1969   | Chartchai Chionoi            | Thaïlande              | WBC                 | 4        |
| 23 février 1969 | 20 mars 1970      | Efren Torres                 | Mexique                | WBC                 | 1        |
| 30 mars 1969 | 19 octobre 1969   | Hiroyuki Ebihara             | Japon                  | WBA                 | 0        |
| 19 octobre 1969 | 5 avril 1970      | Bernabe Villacampo           | Philippines            | WBA                 | 0        |
| 20 mars 1970 | 7 décembre 1970   | Chartchai Chionoi            | Thaïlande              | WBC                 | 0        |
| 5 avril 1970 | 22 octobre 1970   | Berkrerk Chartvanchai        | Thaïlande              | WBA                 | 0        |
| 22 octobre 1970 | 2 janvier 1973    | Masao Oba                    | Japon                  | WBA                 | 5        |
| Oba se retire après avoir défendu 5 fois sa ceinture WBA, la dernière le 2 janvier 1973 en battant par KO dans la 10e reprise le thaïlandais Chartchai Chionoi. |                   |                              |                        |                     |          |
| 7 décembre 1970 | 20 novembre 1971  | Erbito Salavarria            | Philippines            | WBC                 | 2        |
| Salavarria laisse son titre WBC vacant après avoir fait match nul contre Betulio Gonzalez le 20 novembre 1971. |                   |                              |                        |                     |          |
| 3 juin 1972 | 29 septembre 1972 | Betulio González             | Venezuela              | WBC                 | 0        |
| 29 septembre 1972 | 10 juillet 1973   | Venice Borkhorsor            | Thaïlande              | WBC                 | 1        |
| Borkhorsor laisse son titre vacant après sa victoire le 10 juillet 1973 face à Julio Guerrero pour tenter de remporter la ceinture WBC des poids coqs. Il échouera le 13 octobre 1973 contre Rafael Herrera.                                                                           |                   |                              |                        |                     |          |
| 17 mai 1973 | 18 octobre 1974   | Chartchai Chionoi            | Thaïlande              | WBA                 | 2        |
| 4 août 1973 | 1er octobre 1974  | Betulio González             | Venezuela              | WBC                 | 2        |
| 1er octobre 1974 | 8 janvier 1975    | Shoji Oguma                  | Japon                  | WBC                 | 0        |
| 18 octobre 1974 | 1er avril 1975    | Susumu Hanagata              | Japon                  | WBA                 | 0        |
| 8 janvier 1975 | 18 mars 1979      | Miguel Canto                 | Mexique                | WBC                 | 14       |
| 1er avril 1975 | 27 février 1976   | Erbito Salavarria            | Philippines            | WBA                 | 1        |
| 27 février 1976 | 2 octobre 1976    | Alfonso Lopez                | Panama                 | WBA                 | 1        |
| 2 octobre 1976 | 12 août 1978      | Guty Espadas                 | Mexique                | WBA                 | 4        |
| 12 août 1978 | 17 novembre 1979  | Betulio González             | Venezuela              | WBA                 | 3        |
| 18 mars 1979 | 18 mai 1980       | Park Chan-hee                | Corée du Sud           | WBC                 | 5        |
| 17 novembre 1979 | 17 février 1980   | Luis Ibarra                  | Panama                 | WBA                 | 0        |
| 17 février 1980 | 13 décembre 1980  | Kim Tae-shik                 | Corée du Sud           | WBA                 | 1        |
| 18 mai 1980 | 12 mai 1981       | Shoji Oguma                  | Japon                  | WBC                 | 3        |
| 13 décembre 1980 | 28 mars 1981      | Peter Mathebula              | Afrique du Sud         | WBA                 | 0        |
| 28 mars 1981 | 6 juin 1981       | Santos Laciar                | Argentine              | WBA                 | 0        |
| 12 mai 1981 | 20 mars 1982      | Antonio Avelar               | Mexique                | WBC                 | 1        |
| 6 juin 1981 | 26 septembre 1981 | Luis Ibarra                  | Panama                 | WBA                 | 0        |
| 26 septembre 1981 | 1er mai 1982      | Juan Herrera                 | Mexique                | WBA                 | 1        |
| 20 mars 1982 | 24 juillet 1982   | Prudencio Cardona            | Colombie               | WBC                 | 0        |
| 1er mai 1982 | 6 mai 1985        | Santos Laciar                | Argentine              | WBA                 | 9        |
| Laciar laisse son titre WBA vacant pour combattre en super-mouches. |                   |                              |                        |                     |          |
| 24 juillet 1982 | 6 novembre 1982   | Freddy Castillo              | Mexique                | WBC                 | 0        |
| 6 novembre 1982 | 15 mars 1983      | Eleoncio Mercedes            | République dominicaine | WBC                 | 0        |
| 15 mars 1983 | 27 septembre 1983 | Charlie Magri                | Royaume-Uni            | WBC                 | 0        |
| 27 septembre 1983 | 18 janvier 1984   | Frank Cedeno                 | Philippines            | WBC                 | 0        |
| 24 décembre 1983 | 20 décembre 1985  | Kwon Soon-chun               | Corée du Sud           | IBF                 | 6        |
| 18 janvier 1984 | 9 avril 1984      | Koji Kobayashi               | Japon                  | WBC                 | 0        |
| 9 avril 1984 | 8 octobre 1984    | Gabriel Bernal               | Mexique                | WBC                 | 1        |
| 8 octobre 1984 | 24 juillet 1988   | Sot Chitalada                | Thaïlande              | WBC                 | 6        |
| 5 octobre 1985 | 13 février 1987   | Hilario Zapata               | Panama                 | WBA                 | 5        |
| 20 décembre 1985 | 27 avril 1986     | Chung Jong-kwan              | Corée du Sud           | IBF                 | 0        |
| 27 avril 1986 | 2 août 1986       | Chung Bi-won                 | Corée du Sud           | IBF                 | 0        |
| 2 août 1986 | 22 février 1987   | Shin Hi-sup                  | Corée du Sud           | IBF                 | 1        |
| 13 février 1987 | 30 septembre 1989 | Fidel Bassa                  | Colombie               | WBA                 | 6        |
| 22 février 1987 | 5 septembre 1987  | Dodie Boy Peñalosa           | Philippines            | IBF                 | 0        |
| 5 septembre 1987 | 16 janvier 1988   | Choi Chang-ho                | Corée du Sud           | IBF                 | 0        |
| 16 janvier 1988 | 5 octobre 1988    | Rolando Bohol                | Philippines            | IBF                 | 1        |
| 24 juillet 1988 | 3 juin 1989       | Kim Yong-kang                | Corée du Sud           | WBC                 | 2        |
| 5 octobre 1988 | 7 juin 1989       | Duke McKenzie                | Royaume-Uni            | IBF                 | 1        |
| 3 mars 1989 | Mars 1990         | Elvis Álvarez                | Colombie               | WBO                 | 0        |
| Alvarez laisse sa ceinture WBO vacante en mars 1990 préférant combattre pour le titre WBA qu'il remportera le 14 mars 1991 aux dépens de Leopard Tamakuma. |                   |                              |                        |                     |          |
| 3 juin 1989 | 15 février 1991   | Sot Chitalada                | Thaïlande              | WBC                 | 4        |
| 7 juin 1989 | 11 juin 1992      | Dave McAuley                 | Royaume-Uni            | IBF                 | 5        |
| 30 septembre 1989 | 10 mars 1990      | Jesús Rojas                  | Venezuela              | WBA                 | 0        |
| 10 mars 1990 | 29 juillet 1990   | Lee Yul-woo                  | Corée du Sud           | WBA                 | 0        |
| 29 juillet 1990 | 14 mars 1991      | Leopard Tamakuma             | Japon                  | WBA                 | 1        |
| 18 août 1990 | 18 mars 1992      | Isidro Pérez                 | Mexique                | WBO                 | 2        |
| 15 février 1991 | 23 juin 1992      | Muangchai Kittikasem         | Thaïlande              | WBC                 | 3        |
| 14 mars 1991 | 1er juin 1991     | Elvis Álvarez                | Colombie               | WBA                 | 0        |
| 1er juin 1991 | 26 septembre 1992 | Kim Yong-kang                | Corée du Sud           | WBA                 | 2        |
| 18 mars 1992 | 15 mai 1993       | Pat Clinton                  | Royaume-Uni            | WBO                 | 1        |
| 11 juin 1992 | 29 novembre 1992  | Rodolfo Blanco               | Colombie               | IBF                 | 0        |
| 23 juin 1992 | 1996              | Yuriy Abachakov              | Russie                 | WBC                 | 9        |
| Arbachakov laisse sa ceinture WBC vacante en 1996 après 9 défenses victorieuses. Il essaiera de la reconquérir le 12 novembre 1997 face à Chatchai Sasakul (un adversaire qu'il a déjà battu) mais cette fois c'est lui qui s'incline aux points.                                      |                   |                              |                        |                     |          |
| 26 septembre 1992 | 15 décembre 1992  | Aquiles Guzman               | Venezuela              | WBA                 | 0        |
| 29 novembre 1992 | 25 novembre 1994  | Pichit Sitbangprachan        | Thaïlande              | IBF                 | 5        |
| Sitbangprachan se retire invaincu le 25 novembre 1994 et laisse sa ceinture IBF vacante après 5 défenses victorieuses. |                   |                              |                        |                     |          |
| 15 décembre 1992 | 13 février 1994   | David Griman                 | Venezuela              | WBA                 | 2        |
| 15 mai 1993 | 11 février 1995   | Jacob Matlala                | Afrique du Sud         | WBO                 | 3        |
| 13 février 1994 | 24 novembre 1996  | Somchai Chertchai            | Thaïlande              | WBA                 | 9        |
| 11 février 1995 | 13 décembre 1996  | Alberto Jimenez              | Mexique                | WBO                 | 5        |
| 18 février 1995 | 22 avril 1995     | Francisco Tejedor            | Colombie               | IBF                 | 0        |
| 22 avril 1995 | 8 septembre 1995  | Danny Romero                 | États-Unis             | IBF                 | 1        |
| Romero renonce à son titre IBF après une défaite contre Willy Salazar le 8 septembre 1995 même si sa ceinture n'était pas en jeu. Ce combat fut considéré par Ring Magazine comme la principale surprise de l'année.                                                                   |                   |                              |                        |                     |          |
| 4 mai 1996 | 1998              | Mark Johnson                 | États-Unis             | IBF                 | 7        |
| Johnson laisse son titre IBF vacant fin 1998 (après l'avoir défendu 7 fois) pour affronter Ratanachai Sor Vorapin, titre super-mouches IBF en jeu. Il l'emporte aux points le 24 avril 1999.                                                                                           |                   |                              |                        |                     |          |
| 24 novembre 1996 | 29 mai 1998       | Jose Bonilla                 | Venezuela              | WBA                 | 3        |
| 13 décembre 1996 | 14 août 1998      | Carlos Gabriel Salazar       | Argentine              | WBO                 | 5        |
| 9 mai 1997 | 4 décembre 1998   | Chatchai Sasakul             | Thaïlande              | WBC                 | 2        |
| 29 mai 1998 | 13 mars 1999      | Hugo Rafael Soto             | Argentine              | WBA                 | 0        |
| 14 août 1998 | 23 avril 1999     | Rubén Sánchez León           | Mexique                | WBO                 | 1        |
| 4 décembre 1998 | 17 septembre 1999 | Manny Pacquiao               | Philippines            | WBC                 | 1        |
| 13 mars 1999 | 3 septembre 1999  | Leo Gamez                    | Venezuela              | WBA                 | 0        |
| 10 avril 1999 | 16 décembre 2004  | Irene Pacheco                | Colombie               | IBF                 | 6        |
| 23 avril 1999 | 18 décembre 1999  | Jose Lopez Bueno             | Espagne                | WBO                 | 1        |
| Lopez Bueno laisse son titre vacant. |                   |                              |                        |                     |          |
| 3 septembre 1999 | 5 août 2000       | Sornpichai Kratingdaenggym   | Thaïlande              | WBA                 | 1        |
| 17 septembre 1999 | 19 mai 2000       | Medgoen Singsurat            | Thaïlande              | WBC                 | 1        |
| 18 décembre 1999 | 15 décembre 2000  | Isidro Garcia                | Mexique                | WBO                 | 1        |
| 19 mai 2000 | 2 mars 2001       | Malcolm Tuñacao              | Philippines            | WBC                 | 1        |
| 5 août 2000 | 6 décembre 2003   | Eric Morel                   | Porto Rico             | WBA                 | 5        |
| 15 décembre 2000 | 8 septembre 2001  | Fernando Montiel             | Mexique                | WBO                 | 3        |
| Montiel laisse sa ceinture WBO vacante le 8 septembre 2001 après une 3e défense victorieuse et deviendra le 22 juin 2002 champion du monde des super-mouches WBO en battant Pedro Alcazar par KO à la 6e reprise.                                                                      |                   |                              |                        |                     |          |
| 2 mars 2001 | 18 juillet 2007   | Pongsaklek Wonjongkam        | Thaïlande              | WBC                 | 17       |
| 13 juillet 2002 | 15 mai 2010       | Omar Andrés Narváez          | Argentine              | WBO                 | 16       |
| Narváez remporte le titre WBO des super-mouches le 15 mai 2010 et laisse celui des poids mouches vacant. |                   |                              |                        |                     |          |
| 6 décembre 2003 | 19 mars 2007      | Lorenzo Parra                | Venezuela              | WBA                 | 5        |
| 16 décembre 2004 | 7 juillet 2007    | Vic Darchinyan               | Arménie                | IBF                 | 6        |
| 19 mars 2007 | 31 décembre 2008  | Takefumi Sakata              | Japon                  | WBA                 | 4        |
| 7 juillet 2007 | 2009              | Nonito Donaire               | Philippines            | IBF                 | 3        |
| Donaire laisse son titre IBF vacant pour combattre en super-mouches. |                   |                              |                        |                     |          |
| 18 juillet 2007 | 29 novembre 2009  | Daisuke Naito                | Japon                  | WBC                 | 5        |
| 31 décembre 2008 | 7 février 2010    | Denkaosan Kaovichit          | Thaïlande              | WBA                 | 2        |
| 20 novembre 2009 | 13 janvier 2014   | Moruti Mthalane              | Afrique du Sud         | IBF                 | 4        |
| Mthalane n'ayant pas remis son titre en jeu dans le délai imparti, le titre IBF est déclaré vacant le 13 janvier 2014. |                   |                              |                        |                     |          |
| 29 novembre 2009 | 27 mars 2010      | Kōki Kameda                  | Japon                  | WBC                 | 0        |
| 7 février 2010 | Janvier 2011      | Daiki Kameda                 | Japon                  | WBA                 | 2        |
| Kameda laisse son titre WBA vacant. |                   |                              |                        |                     |          |
| 27 mars 2010 | 2 mars 2012       | Pongsaklek Wonjongkam        | Thaïlande              | WBC                 | 4        |
| 12 juin 2010 | 16 juillet 2011   | Julio César Miranda          | Mexique                | WBO                 | 3        |
| 2 avril 2011 | 17 novembre 2012  | Hernan Márquez               | Mexique                | WBA                 | 2        |
| 16 juillet 2011 | 17 novembre 2012  | Brian Viloria                | États-Unis             | WBO                 | 3        |
| 2 mars 2012 | 16 juillet 2012   | Sonny Boy Jaro               | Philippines            | WBC                 | 0        |
| 16 juillet 2012 | 8 avril 2013      | Toshiyuki Igarashi           | Japon                  | WBC                 | 1        |
| 17 novembre 2012 | 6 avril 2013      | Brian Viloria                | États-Unis             | WBA & WBO           | 0        |
| 6 avril 2013 | 14 septembre 2016 | Juan Francisco Estrada       | Mexique                | WBA & WBO           | 5        |
| Estrada laisse ses titres WBA & WBO vacants. |                   |                              |                        |                     |          |
| 8 avril 2013 | 5 septembre 2014  | Akira Yaegashi               | Japon                  | WBC                 | 3        |
| 22 janvier 2014 | 25 mai 2016       | Amnat Ruenroeng              | Thaïlande              | IBF                 | 5        |
| 5 septembre 2014 | 30 septembre 2016 | Román González               | Nicaragua              | WBC                 | 4        |
| Du fait de sa victoire pour le titre WBC des poids super-mouches le 10 septembre 2016, González laisse vacant celui des poids mouches le 30 septembre suivant. |                   |                              |                        |                     |          |
| 25 mai 2016 | Décembre 2016     | John Riel Casimero           | Philippines            | IBF                 | 1        |
| Casimero laisse son titre IBF vacant. |                   |                              |                        |                     |          |
| 5 novembre 2016 | 28 juillet 2017   | Zou Shiming                  | Chine                  | WBO                 | 0        |
| 31 décembre 2016 | Novembre 2017     | Kazuto Ioka                  | Japon                  | WBA                 | 1        |
| Ioka annonce son retrait des rings en novembre 2017. |                   |                              |                        |                     |          |
| 4 mars 2017 | 20 mai 2017       | Juan Hernández Navarrete     | Mexique                | WBC                 | 0        |
| 29 avril 2017 | Avril 2018        | Donnie Nietes                | Philippines            | IBF                 | 1        |
| Nietes laisse son titre IBF vacant en avril 2018 pour tenter de s'emparer de la ceinture WBO des super-mouches. |                   |                              |                        |                     |          |
| 20 mai 2017 | 15 avril 2018     | Daigo Higa                   | Japon                  | WBC                 | 2        |
| 28 juillet 2017 | 24 septembre 2018 | Sho Kimura                   | Japon                  | WBO                 | 2        |
| 24 février 2018 | 23 janvier 2024   | Artem Dalakian               | Ukraine                | WBA                 | 6        |
| 15 avril 2018 | 22 décembre 2018  | Cristofer Rosales            | Nicaragua              | WBC                 | 1        |
| 15 juillet 2018 | 30 avril 2021     | Moruti Mthalane              | Afrique du Sud         | IBF                 | 3        |
| 24 septembre 2018 | 4 février 2020    | Kosei Tanaka                 | Japon                  | WBO                 | 3        |
| Tanaka laisse son titre WBO vacant le 4 février 2020. |                   |                              |                        |                     |          |
| 22 décembre 2018 | 4 octobre 2019    | Charlie Edwards              | Royaume-Uni            | WBC                 | 1        |
| Edwards laisse son titre WBC vacant. |                   |                              |                        |                     |          |
| 20 décembre 2019 | 23 mai 2024       | Julio César Martínez Aguilar | Mexique                | WBC                 | 4        |
| Martínez Aguilar laisse son titre WBC vacant le 23 mai 2024. |                   |                              |                        |                     |          |
| 6 novembre 2020 | 27 octobre 2022   | Junto Nakatani               | Japon                  | WBO                 | 2        |
| Nakatani laisse son titre WBO vacant le 27 octobre 2022 pour combattre en super-mouches. |                   |                              |                        |                     |          |
| 30 avril 2021 | 16 décembre 2023  | Sunny Edwards                | Royaume-Uni            | IBF                 | 4        |
| 8 avril 2023 | 16 décembre 2023  | Jesse Rodríguez Franco       | États-Unis             | WBO                 | 1        |
| 16 décembre 2023 | mars 2024         | Jesse Rodríguez Franco       | États-Unis             | IBF & WBO           | 0        |
| Rodríguez Franco laisse ses titres vacants en mars 2024 pour affronter Juan Francisco Estrada, champion WBC des poids super-mouches, le 29 juin 2024. |                   |                              |                        |                     |          |
| 23 janvier 2024 | En cours          | Seigo Yuri Akui              | Japon                  | WBA                 |          |
| 20 juillet 2024 | En cours          | Anthony Olascuaga            | États-Unis             | WBO                 |          |
| 9 août 2024 | 29 mars 2025      | Ángel Ayala                  | Mexique                | IBF                 | 0        |
| 13 octobre 2024 | 30 juillet 2025   | Kenshiro Teraji              | Japon                  | WBC                 | 1        |
| 29 mars 2025 | En cours          | Masamichi Yabuki             | Japon                  | IBF                 |          |
| 30 juillet 2025 | En cours          | Ricardo Sandoval             | États-Unis             | WBC                 |          |